# 姚秀英
姚秀英（1931年—2020年4月12日），南京大屠杀幸存者。全家有五人在南京大屠杀中被日军殺害，只有姚秀英、爸爸和奶奶幸免于难。

## 生平
南京大屠杀发生时，姚秀英才6岁。日军进入南京城后，姚秀英一家人躲进了防空洞，但是没有想到日军会用机枪向平民所在的防空洞扫射开火。姚秀英的大部分家人死于非命。1958年，姚秀英进入南京建筑四公司工作，1979年退休。

## 家庭
- 母亲：躲在防空洞中被日军用机枪扫死。
- 姐姐：躲在防空洞中被日军用机枪扫死。
- 弟弟：躲在防空洞中被日军用机枪扫死。
- 妹妹：躲在防空洞中被日军用机枪扫死。
- 爷爷：伤重走不动，被日军用刺刀挑出肠子后惨死。[2]